# Parafia Najświętszej Maryi Panny Królowej Polski w Dębowie
Parafia Najświętszej Maryi Panny Królowej Polski w Dębowie – parafia rzymskokatolicka, znajdująca się w archidiecezji przemyskiej, w dekanacie Przeworsk I. 

## Historia
W 1981 roku mieszkańcy Dębowa zaadaptowali budynek dawnej szkoły na kaplicę, którą 3 maja 1981 roku poświęcił wikariusz z Przeworska ks. Jan Kaplita. 
16 czerwca 1983 roku została erygowana parafia pw. Najświętszej Maryi Panny Królowej Polski, z wydzielonego terytorium parafii Przeworsk-Fara. W 1989 roku rozpoczęto budowę murowanego kościoła, według projektu inż. arch. Leszka Burego i technika budowlanego Jana Kojdra. 4 października 1992 roku kościół został poświęcony przez abpa Ignacego Tokarczuka.
15 marca 1985 roku poświęcono cmentarz parafialny. 21 września 2008 roku odbyła się konsekracja kościoła, której dokonał abp Józef Michalik.
Na terenie parafii jest 1 000 wiernych.
Proboszczowie parafii:
1983–2005. ks. Tadeusz Potoczny.
2005– nadal ks. Jan Szaro.